# Mackenzie
Mackenzie je najveća rijeka u Kanadi, i drugo po veličini porječje Sjeverne Amerike nakon porječja Mississippi - Missouri.

## Zemljopisne karakteristike
Ako se konvencionalno računa da je izvor rijeke Veliko ropsko jezero tad je Mackenzie je dug 1 650 km, ali ako se računa da joj je izvor Rijeka Finlay koja se ulijeva u Jezero Williston a istječe Velika medvjeđa rijeka koja je glavni izvor voda Velikog ropskog jezera, tad je ukupna dužina rijeke 4 241 km. Mackenzie od Velikog ropskog jezera teče gotovo pravilno u smjeru sjeverozapada, da se nakon toga s velikom deltom ulije u Boforovo more. 
Mackenzie sa svojim pritokama ima porječje veliko oko 1 805 200 km², a to je površina gotovo jednaka kao Meksiko.
U porječju Mackenzie ima nekoliko velikih rijeka, čiji bazeni pokrivaju ogromne šumovite ravnice sjeveroistočne Britanske Kolumbije i sjeverne Alberte. To su rijeke; Liard (porječje oko 277 100 km²), Peace (302 500 km²) i Athabasca (95 300 km²), pritoke s istoka su puno kraće, one sve izviru s područja znanog kao Kanadski štit. U porječju su i nekoliko velikih jezera; Veliko ropsko jezero (28 570 km²), Veliko medvjeđe jezero (31 340 km²) u Sjeverozapadnim teritorijima i jedno manje Jezero Athabasca (7 925 km²) između Alberte i Saskatchewana.
Rijeka Mackenzie ima uglavnom vrlo široko korito, od 1,6 do 3,2 km, s pojedinim dijelovima gdje se korito širi na 4,8 - 6,4 km. Na svom cijelom toku ima snažan i veliki protok, na svom ušću u Arktički ocean formira veliku trokutastu deltu duboku 190 km, od sjevera prema jugu, a široku 80 km.
Mackenzie  je plovan do preko 3200 km uzvodno, ali samo od svibnjaa do rujna, dok je zimi okovan debelim slojem leda.

## Klimatske karakteristike
Porječje Mackenzia ima hladnu subarktičku klimu, tako da je to vrlo rijetko naseljen kraj, ali je upravo zbog tog i jedan od rijetkih velikih netaknutih dijelova svijeta, u kojem je opstao raznoliki biljni i životinjski svijet.
- Rijeka je dobila ime po britanskom moreplovcu Alexandru Mackenziju (1764. – 1820.) koji ju je istražio i oplovio 1789.

## Vanjske poveznice
- Mackenzie River na portalu Encyclopædia Britannica